# 格梅爾峰
格梅爾峰（英語：Gemel Peaks）是南極洲的山峰，位於南設得蘭群島的喬治王島，處於菲爾德斯半島，在1935年由英國研究隊繪入地圖和命名，現時由南極條約體系管理。